# Metropolitanstadt Reggio Calabria

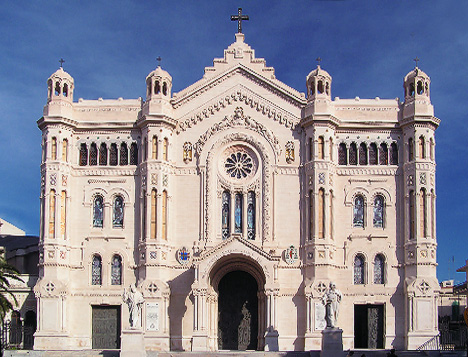
Kathedrale in Reggio Calabria

Die Metropolitanstadt Reggio Calabria (italienisch Città Metropolitana di Reggio Calabria) ist eine Metropolitanstadt in der italienischen Region Kalabrien. Sie ersetzt seit dem 31. Januar 2016 die Provinz Reggio Calabria (italienisch Provincia di Reggio Calabria). Die Hauptstadt ist Reggio Calabria.
Auf einer Fläche von 3.183 km² hat die Metropolitanstadt 515.153 Einwohner in 97 Gemeinden (Stand 31. Dezember 2023).

## Größte Gemeinden
(Stand: 31. Dezember 2015)
| Gemeinde                 | Einwohner |
| ------------------------ | --------- |
| Reggio Calabria          | 183.035   |
| Palmi                    | 18.930    |
| Gioia Tauro              | 19.864    |
| Siderno                  | 18.191    |
| Taurianova               | 15.636    |
| Rosarno                  | 14.841    |
| Villa San Giovanni       | 13.784    |
| Locri                    | 12.504    |
| Polistena                | 10.496    |
| Melito di Porto Salvo    | 11.355    |
| Bagnara Calabra          | 10.255    |
| Cittanova                | 10.410    |
| Bovalino                 | 8.905     |
| Rizziconi                | 7.829     |
| Caulonia                 | 7.110     |
| Gioiosa Ionica           | 7.181     |
| Roccella Ionica          | 6.557     |
| Montebello Ionico        | 6.214     |
| Cinquefrondi             | 6.539     |
| Marina di Gioiosa Ionica | 6.625     |
| Motta San Giovanni       | 6.208     |
| Laureana di Borrello     | 5.174     |
| Oppido Mamertina         | 5.332     |
| Scilla                   | 4.964     |
| Condofuri                | 5.113     |
| Melicucco                | 5.101     |